# Bryoerythrophyllum caledonicum
Bryoerythrophyllum caledonicum är en bladmossart som beskrevs av David Geoffrey Long 1982. Bryoerythrophyllum caledonicum ingår i släktet fotmossor, och familjen Pottiaceae. Inga underarter finns listade i Catalogue of Life.